# ميليسا براون (تنس)
ميليسا براون (بالإنجليزية: Melissa Brown)‏ مواليد 11 أبريل 1968، هي لاعبة كرة مضرب أمريكية سابقة. أعلى تصنيف لها في الفردي كان المركز الـ 45 في سنة 1984. أعلى تصنيف لها في الزوجي كان المركز الـ 547 في سنة 1988.

## روابط خارجية
- ميليسا براون على موقع رابطة محترفات التنس (الإنجليزية)
- ميليسا براون على موقع الاتحاد الدولي لكرة المضرب (الإنجليزية)
- ميليسا براون على موقع خلاصة التنس.كوم (الإنجليزية)